# Kongopåfågel
Kongopåfågel (Afropavo congensis) är en fågel i familjen fasanfåglar inom ordningen hönsfåglar.

## Kännetecken

### Utseende
Kongopåfågeln är en 64–70 cm lång hönsfågel med grön ovansida. Hanen är mörkt bronsgrön och svart ovan med en kort och tät, svartvit tofs och bar röd strupe. Den är vidare lilablå på vingtäckare, bröstet och stjärtspetsen. Näbben är blygrå och fötterna grå, med en lång sporre på benen. Honan är något mindre och rostbrun med glangsigt grön ovansida och kort, brun hjässtofs.

### Läte
Vanligaste lätet är en duett som upprepas 20–30 gånger. Från hanen hörs ett ljust "gowe", honan ett lågt "gowah". Duetterna föregås vanligen av högljudda "rro-ho-ho-o-a".

## Utbredning och systematik
Kongopåfågel förekommer lokalt i regnskog i centrala Kongo-Kinshasa.  Den placeras som enda art i släktet Afropavo och behandlas som monotypisk, det vill säga att den inte delas in i några underarter.

## Bildgalleri

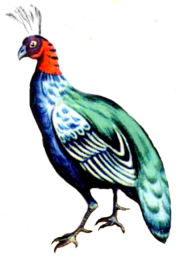
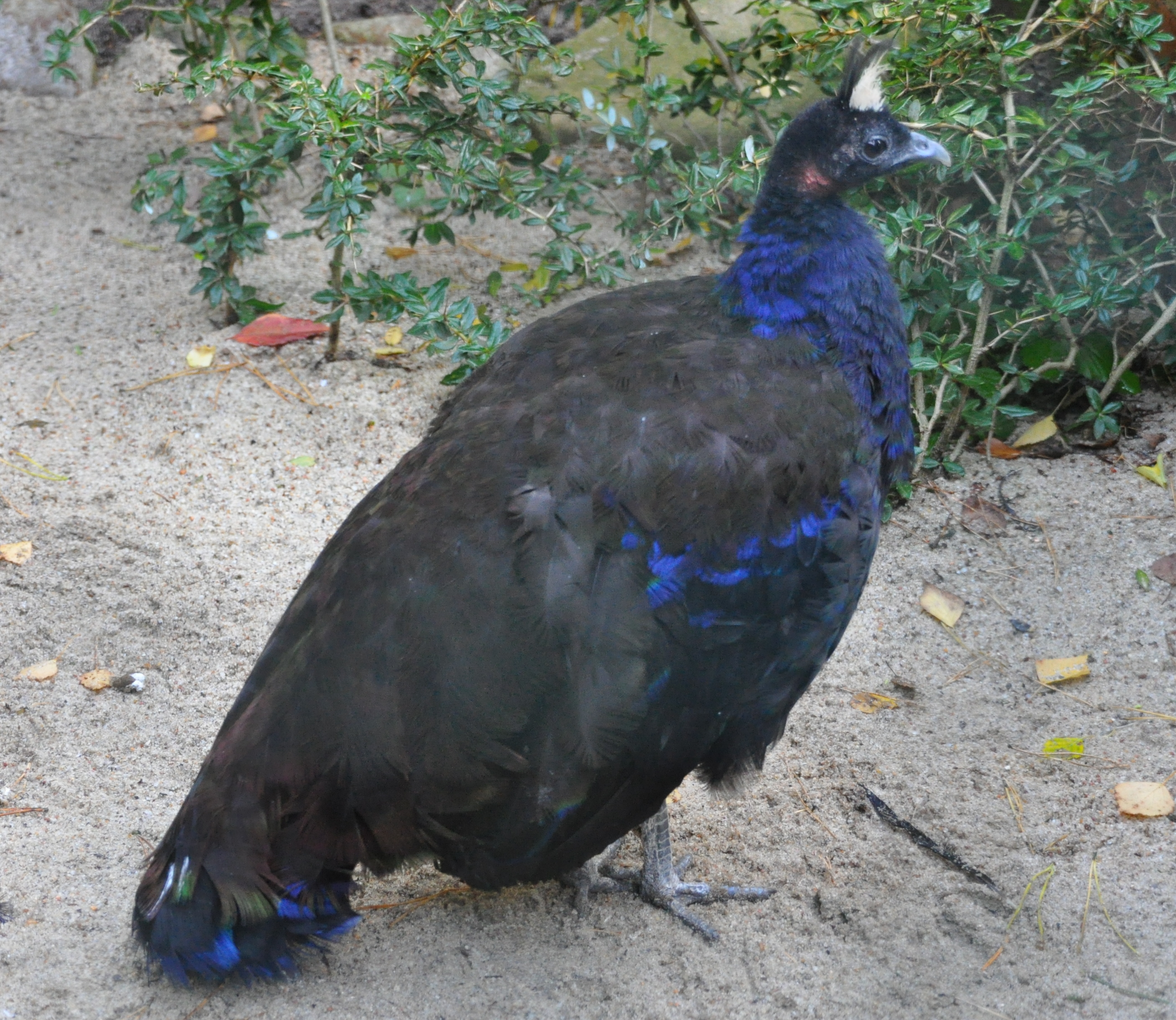
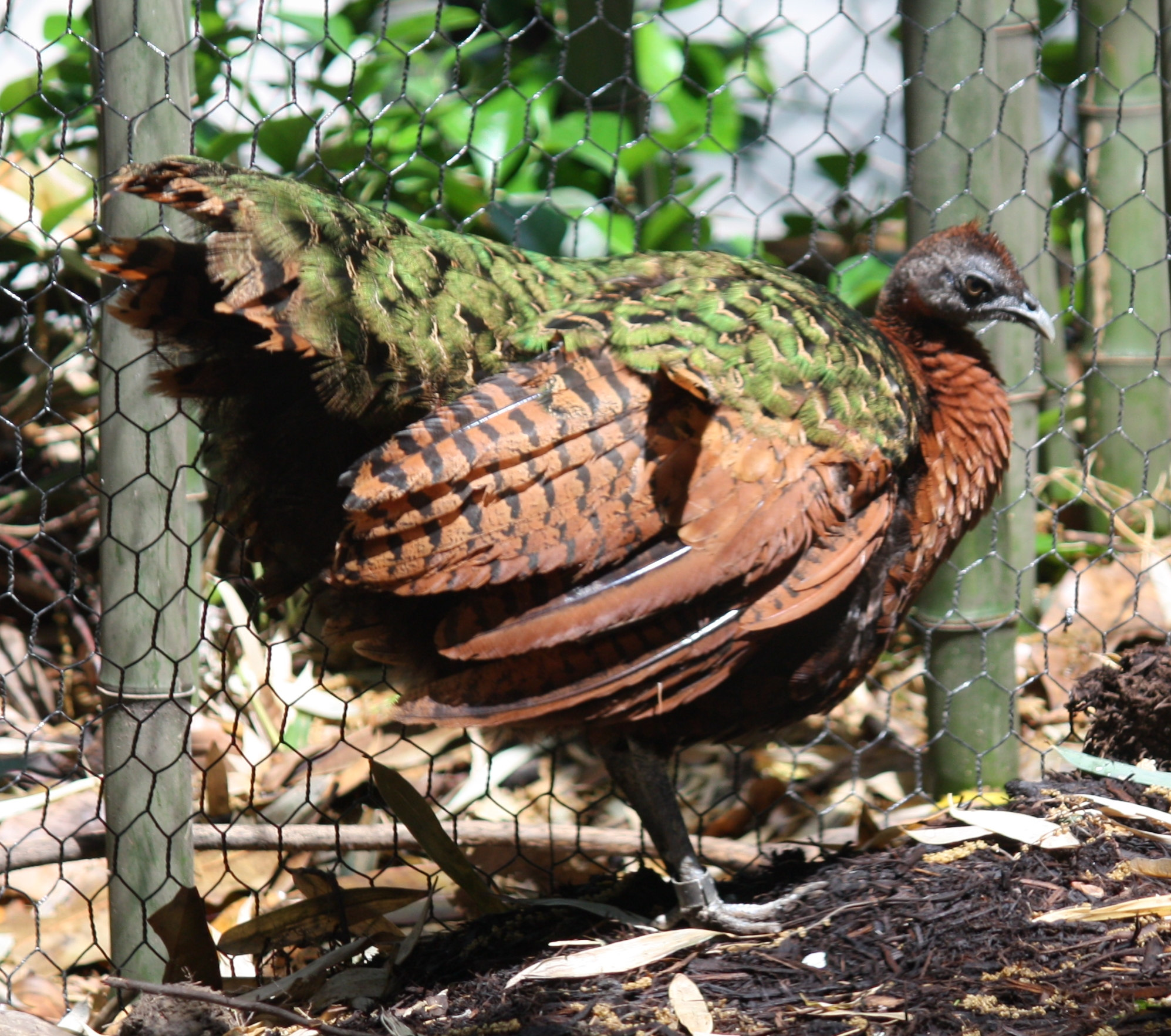
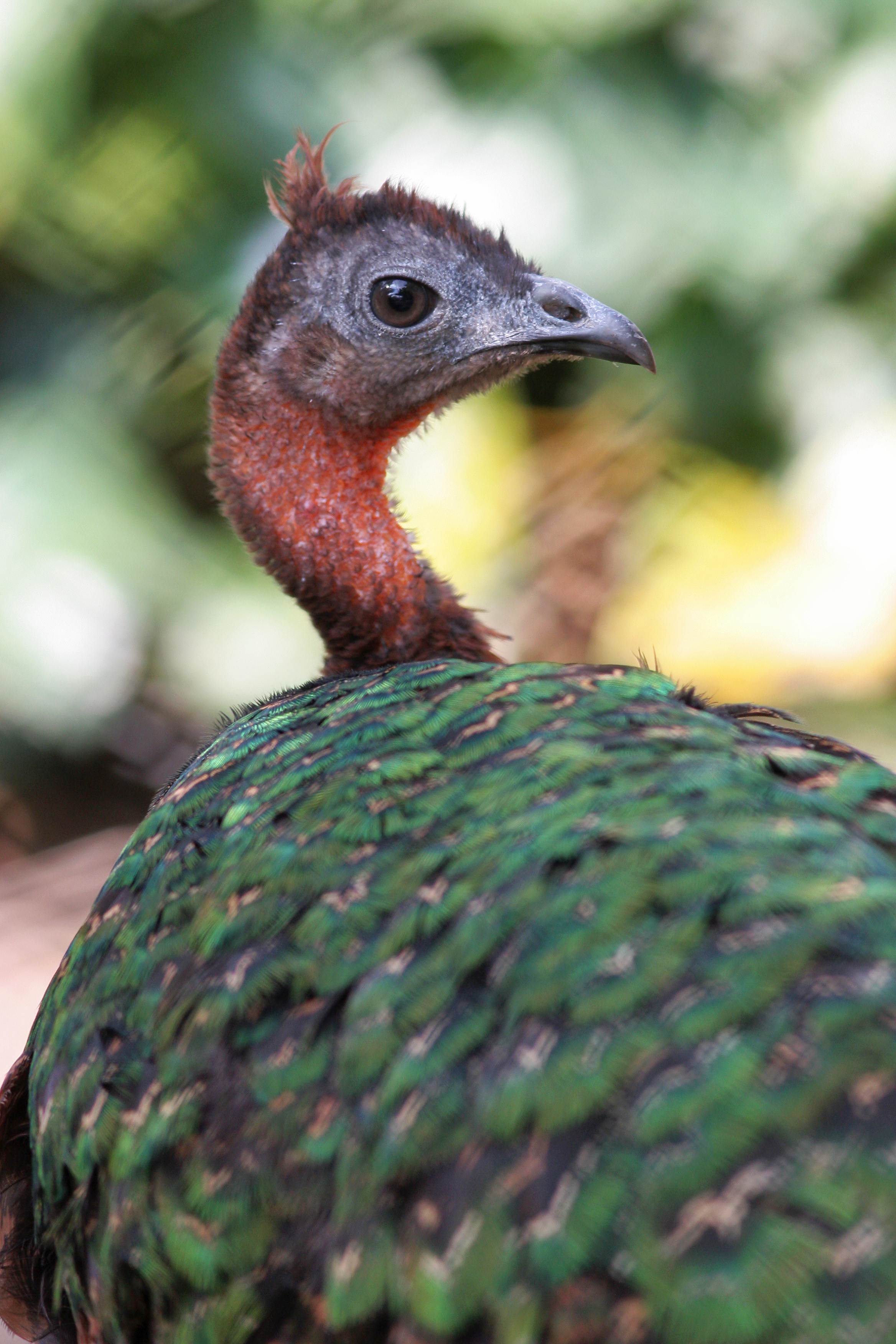
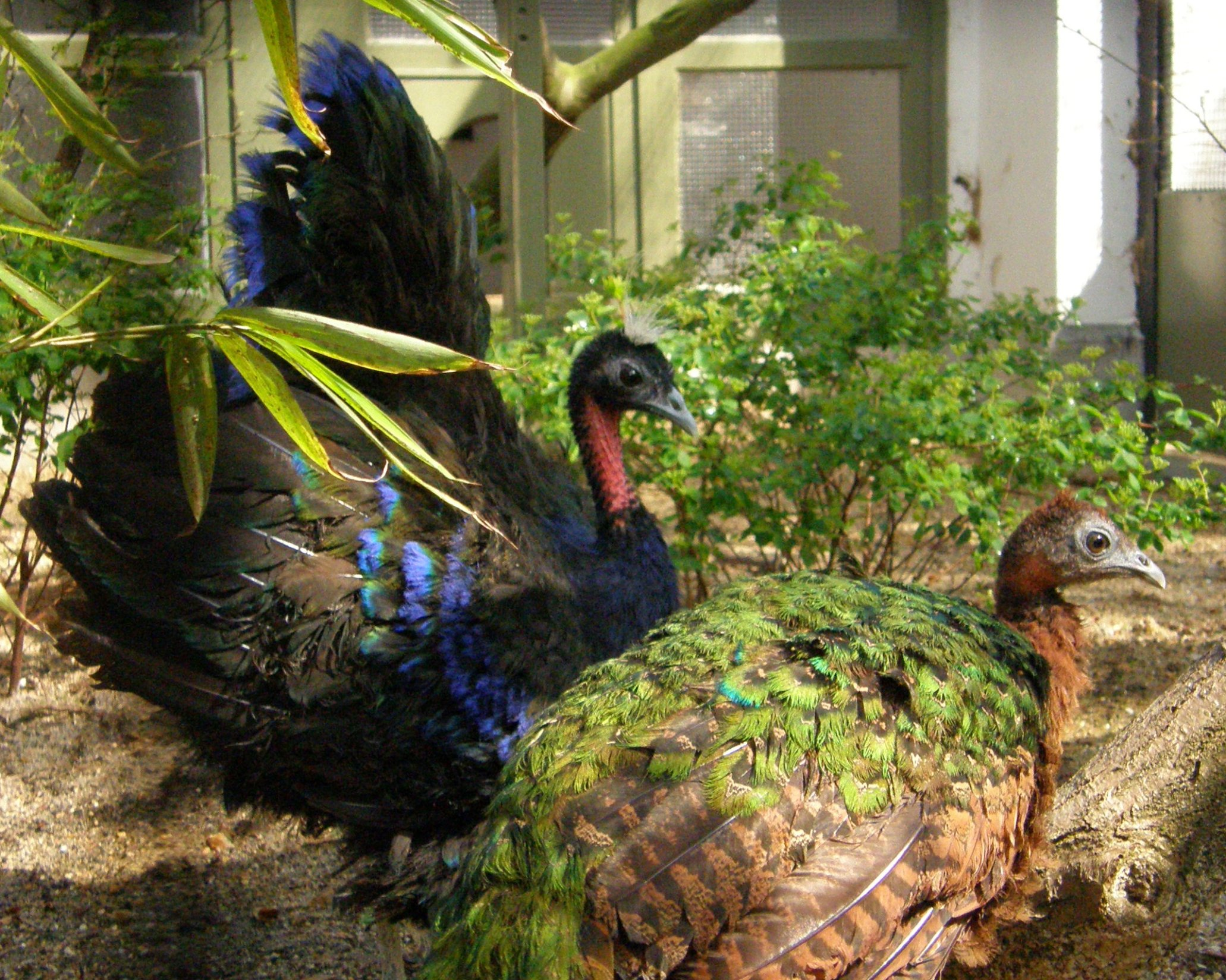

## Status
Kongopåfågeln tros ha en liten världspopulation uppskattad till under 10 000 vuxna individer. Den tros också minska i antal till följd av jakt och habitatförlust. Internationella naturvårdsunionen IUCN kategoriserar arten som nära hotad.